# Daklizumab
Daklizumab (łac. Daclizumabum) – organiczny związek chemiczny, lek immunosupresyjny będący rekombinowanym, humanizowanym (90% sekwencji jest pochodzenia ludzkiego) przeciwciałem IgG przeciwko receptorowi dla IL-2. Jest stosowany w terapii ostrego odrzucania przeszczepu.

## Mechanizm działania
Daklizumab wykazuje duże powinowactwo do podjednostki α (Tac) kompleksu receptora dla IL-2. Przeciwdziała w ten sposób wiązaniu IL-2 i powoduje spadek jej aktywności biologicznej. Receptor dla IL-2 znajduje się na limfocytach T. Podanie leku hamuje odpowiedź komórkową zależną od tych limfocytów, która stanowi główną przyczynę reakcji występowania odrzucania przeszczepu.

## Wskazania
- profilaktyka ostrego odrzucania przeszczepu u chorych po przeszczepieniu nerki.

## Przeciwwskazania
- nadwrażliwość na lek
- ciąża
- okres karmienia piersią

## Działania niepożądane
- zaparcie
- nudności
- zaburzenia metaboliczne
- obrzęki kończyn
- zaburzenia ze strony ośrodkowego i obwodowego układu nerwowego
- zaburzenia w układzie moczowym
- nadciśnienie tętnicze
- zaburzenia ze strony układu oddechowego
- choroby skóry
- zaburzenia psychiatryczne
- choroby układu mięśniowo-szkieletowego
- rzadko reakcja anafilaktyczna
- ból pooperacyjny

## Dawkowanie
Według zaleceń lekarza.

## Preparaty
- Zenapax